# Fagivorina deumbrata
Fagivorina deumbrata är en fjärilsart som beskrevs av Barend J. Lempke 1952. Fagivorina deumbrata ingår i släktet Fagivorina och familjen mätare. Inga underarter finns listade i Catalogue of Life.